# Unreal Tournament
Unreal Tournament je first-person akce, která byla vyrobena Epic Games a Digital Extremes roku 1999. Byla to jedna z prvních her, která i v single-player módu vycházela z myšlenky, že smrt nic neznamená (za nějaký čas se zase objevíte) a namísto dlouhého, lineárního příběhu budete bojovat v jednotlivých arénách. V této době také vyšel také konkurent této hry Quake, který vycházel ze stejného principu.
Obecně se říká, že Quake 3: Arena je dynamičtější, zatímco Unreal Tournament je zaměřen více na strategii.

## Hra
Jak bylo zmíněno - jednotlivá kola jsou arény, kdy bojujete buď sám za sebe proti všem nebo váš tým proti cizímu týmu. Pokud umřete, okamžitě se "narodíte" na tzv. respawn bodu a můžete pokračovat v bitvě dál. Hra nabízí několik módů, které hráč musí projít, aby se stal vítězem v Tournamentu.
- Deathmatch - klasický mód hry všichni proti všem. Vítězem se stal ten, který první zabil určitý počet hráčů nebo ten, kdo zabil nejvíce hráčů po uplynutí nastaveného času. Záleží na nastavení hry. Obě nastavení lze zkombinovat.
- Team Deathmatch - podobný módu předchozímu, ale zde bojují dva týmy proti sobě a nikoli všichni proti všem.
- Capture the Flag - mód, který se poprvé objevil v multiplayeru hry Quake 2 a získal neskutečnou popularitu. Princip je jednoduchý - hráč musí vzít vlajku nepřátel a donést ji ke svojí vlajce a tím získá bod.
- Domination - tento mód byl velmi specifický právě pro tuto hru. Úkolem bylo získat kontrolní body (zpravidla tři nebo čtyři) a udržet je co nejdéle přebarvené svoji týmovou barvou. Čím déle jste je měli, tím více jste dostávali bodů. Jakmile tým dosáhl určeného počtu bodů - vyhrál.
- Last Man Standing - jedná se o hru všichni proti všem. Nicméně po vyčerpání přidělených životů zůstává hráč mrtvý až do konce kola. Vyhrává ten, který jako poslední zůstane na živu.
- Assault - velmi zajímavý a na taktiku nejnáročnější mód. Hráč má za úkol zaútočit na nepřátelské ležení a splnit několik dalších úkolů (jako zničit určitý objekt, pootočit pákou apod.). Jakmile je všechny splní, tým dostane bod. Poté se role otočí a takovou dobu, jakou hráč objekt dobýval, tak ho teď musí úspěšně bránit.

## Zbraně
Další zajímavostí této hry je veliká rozličnost zbraní, přičemž každá zbraň má tzv. primární a sekundární mód, který se spouští pravým nebo levým tlačítkem myši.
|                                 | Popis                                                                 | Primární mód | Sekundární mód | Zajímavost | Pořadí zbraně |
| ------------------------------- | --------------------------------------------------------------------- | --- | --- | --- | ------------- |
| Bourací kladivo (Impact Hammer) | Zbraň na blízko a bez nábojů                                          | Rozvibrování zbraně dopředu. Při použití obrovský náraz                                                                               | Jeden krátký štouch | Mohli jste se odrazit tímto od země do vyšších míst, shodit spojence ze skály či zabít soupeře | 1             |
| Translokátor                    | Umožňuje teleportaci hráče                                            | Hodí teleportační disk | Teleportuje na pozici teleportačního disku                                                                                             | Při teleportaci ztratíte vlajku. Pokud se teleportuje dovnitř někoho, tak dotyčný okamžitě umře | 1             |
| Motorová pila (Chainsaw)        | Používá se na místo šťouchátka                                        | Držení pily a řezání | Jeden silnější řezací zásek | Je aktivní pouze pokud si jí nastavíte jako zvláštní mód | 1             |
| Pistole (Enforcer)              | Základní zbraň                                                        | Střílí pomaleji, ale poměrně přesně                                                                                                   | Střílí rychle, ale méně přesně | Pokud najdete druhou, můžete používat obě současně | 2             |
| Biozbraň (GES Biorifle)         | Umožňuje "flusat" vysoce toxickou látku                               | Střílí rychle za sebou zelený hlen, který má středně velkou ničivost                                                                  | Nabije jeden obrovský zelený hlen, který se po dopadu na zem rozletí všude možně                                                       | Po určité době zelené hleny explodují. Pokud někoho trefíte, exploduje to rovnou | 3             |
| Shock Rifle                     | Standardní zbraň, která využívá modrého plazmatu                      | Střílí středně rychle modré paprsky se střední účinností                                                                              | Střílí velmi rychle modré koule, které jsou sice pomalé, ale při zásahu způsobí slušné poškození                                       | Pokud střelíte paprsek do koule, vznikne malý nukleární výbuch, který devastuje vše ve svém okolí | 4             |
| Pulsní puška (Pulse Gun)        | Standardní zbraň, která využívá zeleného plazmatu                     | Velmi rychle vysílá malé energetické pulzy se střední až vysokou rychlostí                                                            | Při držení - vysílá zelený laser, ovšem s omezeným dosahem                                                                             | Zbraň, která se hodí snad do každé situace | 5             |
| Ripper                          | Střílí ostré disky                                                    | Střílí rychle za sebou jedno ostří za druhým, které se odráží od stěn                                                                 | Střílí pomalu jedno ostří za druhým, které při dopadu vybuchne                                                                         | Při zásahu do hlavy je možno dotyčnému useknout hlavu | 6             |
| Kulomet (Minigun)               | Velmi dobrá zbraň, při dobrém míření způsobí slušné zranění           | Střílí pomaleji, ale zato přesněji | Střílí rychleji, ale zato méně přesněji                                                                                                | Dobrá zbraň je to jen do té chvíle, než dojdou náboje | 7             |
| Flak Cannon                     | Mix brokovnice a granátometu                                          | Po vzoru brokovnice vystřelí sadu malých, žhavých částeček, které mohou zranit nepřítele                                              | Vypustí žhavý granát, který vybuchne po dopadu                                                                                         | Jedna z nejlepších zbraní vůbec, která je díky svým módům vhodná spíše na bližší kontakt | 8             |
| Raketomet (Rocket Launcher)     | Klasická RPG zbraň                                                    | Vystřelí raketu. Pokud budeme mít někoho dlouho v hledáčku, tak nám hledáček zčervená a následující raketa bude částečně samonaváděcí | Vystřelí granát, který vybuchne za určitou dobu a mezitím se odráží od stěn                                                            | Pokud držíte levé nebo pravé myšítko déle, můžete naládovat až šest projektilů naráz. Pokud stisknete při výstřelu pravé tlačítko myši, rakety letí v úzkém houfu. V opačném případě se rozprostřou do vějíře. | 9             |
| Ostřelovačka (Sniper Rifle)     | Zbraň, která je vhodná především na větší vzdálenost                  | Vystřelí kulku | Umožňuje přibližovat skrz hledí | Jedná se o jednu z nejsilnějších zbraní. Střílí velmi rychle a na jednu střelu do hlavy zabíjí. Zkušení hráči ji používají i na krátkou vzdálenost                                                             | 0             |
| Nukleární hlavice (Redeemer)    | Nejsilnější zbraň vůbec. Po dopadu vytvoří obrovský nukleární výbuch. | Vystřelí hlavici | Vystřelí mířenou hlavici. Jde o to, že kamerou vidíte pohyb této rakety a myší ji můžete ovládat. Přitom jste ale absolutně bezbranní. | Tato zbraň může být odstřelena jakoukoli zbraní a potom nukleární výbuch nezpůsobí. | 0             |